# Zoe Paleolog
Zoe (Zofia) Paleolog (śrgr. Ζωή Παλαιολογίνα, ros. Софья Фоминична Палеолог, ur. ok. 1456, zm. 7 kwietnia 1503) – wielka księżna moskiewska, żona Iwana III Srogiego.

## Życiorys
Pochodziła z bizantyńskiej dynastii Paleologów. Była najmłodszą córką despoty Morei, Tomasza Paleologa i Katarzyny Zaccarii.
Pierwsze lata swojego życia spędziła na Peloponezie w Karytenie, gdzie rezydował dwór jej ojca. W 1460 roku po upadku despotatu Morei wraz z rodziną znalazła się na Korfu.
Przebywała tam do 1465 roku. Później znalazła się w Rzymie, gdyż Tomasz Paleolog szukał pomocy u papieża, otrzymując wsparcie finansowe. Po śmierci matki (w 1462 roku) opiekę nad nią sprawował ojciec, a gdy zmarł w 1466 roku, Zoe wraz z rodzeństwem adoptował papież Paweł II. W czerwcu 1466 roku poślubiła włoskiego arystokratę Caracciolo. Niebawem została jednak wdową. Jej włoscy opiekunowie szukali dla niej męża odpowiedniego rangą (pochodziła z rodu cesarskiego), ale nie posiadała majątku wystarczającego na posag. Jednym z kandydatów był Jakub II Cypryjski.
W 1469 roku Paweł II postanowił wydać ją za wielkiego księcia Moskwy, Iwana III Srogiego. Posunięciem tym chciał uzyskać Rosyjski Kościół Prawosławny dla unii z Kościołem rzymskokatolickim.
W 1471 roku opiekę nad Zoe objął papież Sykstus IV. Kontynuował on przedsięwzięcie wyswatania bizantyjskiej księżniczki z ruskim władcą. W 1472 roku osiągnął sukces i 12 listopada w Moskwie zostało zawarte małżeństwo Iwana III z Zoe, która wówczas przyjęła imię Zofii. Z uwagi na prawosławne wyznanie panny młodej przewidywano, że pod jej wpływem ożywią się stosunki między Stolicą Apostolską i prawosławną metropolią moskiewską, a władcy rosyjscy staną się bardziej tolerancyjni wobec katolików. Rachuby te okazały się płonne, a małżeństwo Zoe z Iwanem zostało wykorzystane przez Rosjan do lansowania teorii o Trzecim Rzymie oraz wzmocnienia pozycji dynastii Rurykowiczów.
Zoe w Rzymie skierowana została pod wychowanie kardynała Bessariona (pochodzącego z Bizancjum orędownika unii florenckiej z 1439 roku). Ślub Zoe z Iwanem III odbył się per procura w Rzymie 1 czerwca 1472 roku. Papież Sykstus IV wyraził zgodę na małżeństwo, dając wiarę zapewnieniom wysłanników moskiewskich o przywróceniu łączności metropolii moskiewskiej z papiestwem.
Będąc żoną Iwana III zyskała pewien wpływ na swojego męża. W literaturze podnosi się, że wprowadzała na dwór wielkoksiążęcy wzory bizantyjskie. Prawdopodobnie przyczyniła się do sprowadzenia do Wielkiego Księstwa Moskiewskiego artystów z Włoch, którzy rozpoczęli przebudowę Kremla oraz ukształtowali styl będący połączeniem wzorów bizantyjskich i ruskich z renesansem.
Nie cieszyła się popularnością wśród swoich ruskich poddanych. Oskarżano ją o wywieranie złego wpływu na męża, nazywano ją „grecką czarownicą”, oskarżano o współudział w zabójstwie syna Iwana III z pierwszego małżeństwa z Marią Twerską – Iwana Iwanowicza.
Z małżeństwa z Iwanem doczekała się licznego potomstwa, w tym Heleny – żony Aleksandra Jagiellończyka, Wasyla III oraz Andrzeja, księcia starickiego (1490–1536). Krótko przed śmiercią przekonała swojego męża, aby następcą tronu uczynił Wasyla w miejsce wcześniej desygnowanego na to miejsce, koregenta Dymitra Iwanowicza. Dymitr był wnukiem Iwana III, a synem Iwana Iwanowicza (pasierba Zoe) i Heleny Wołoszanki.